# Geraldo Moreira da Silva Júnior
Geraldo Moreira da Silva Júnior, mais conhecido como Geraldo (Duque de Caxias, 6 de fevereiro de 1974), é um ex-futebolista brasileiro que atuava como meia-ofensivo.

## Carreira
Geraldo atuou em vários clubes:Central de Caruaru, Vasco EC (Sergipe), Confiança, Vitória de Guimarães (Portugal), Atlético Paranaense, Bahia, Al-Shabab (Emirados Árabes), Sport, Coritiba, Náutico, Ceará, Fortaleza e Tigres do Brasil.
Ao chegar ao Náutico, em 2007, causou polêmica, pois tinha sido ídolo do arqui-rival Sport em 2002, embora tenha sido dispensado em 2006 por estar com um futebol abaixo das expectativas.
Em 2009, foi contratado pelo Ceará para as disputas do Campeonato Cearense, onde conseguiu levar o Alvinegro ao vice-campeonato, e ainda no mesmo ano conseguiu uma das maiores vitórias dele: levar o clube à elite do futebol brasileiro. Mas, por o clube e o atleta não chegarem a um acordo financeiro, Geraldo foi para o Itumbiara.
Em 2010, disputou o Campeonato Goiano pelo Itumbiara. Não foi nada bem em suas apresentações, pois a equipe não estava indo bem. Até que o Ceará o contratou novamente para tentar consertar o seu meio-campo  no Campeonato Cearense de 2010. Permaneceu para o Campeonato Brasileiro e foi um dos grandes destaques da equipe cearense na competição.
Em julho de 2011, com poucas chances no Ceará, acertou com o Vitória para a disputa da Série B.
Em janeiro de 2012, assina contrato com o Fortaleza. Uma grande surpresa para os torcedores dos dois maiores clubes da capital cearense, já que o jogador havia dito que jamais vestiria a camisa Tricolor.
Em junho, a mãe do Geraldo faleceu, o goleiro Fernando Henrique defendeu um pênalti contra o Atlético Paranaense e dedicou ao seu amigo Geraldo.
Após o Fortaleza não conseguir o acesso para a Série B, Geraldo foi dispensado do Leão.
No dia 22 de janeiro de 2013, Geraldo acertou com o Volta Redonda, para disputar o Campeonato Carioca de 2013.
No dia 15 de agosto de 2013, Geraldo acertou com o Icasa. Ele utilizará o número 50 em homenagem aos 50 anos do Icasa.
Após o término do seu vínculo com o Icasa, Geraldo acerta com o Confiança e conquista o Campeonato Sergipano de 2014.
Em fevereiro de 2015, Geraldo acertou com o Tigres do Brasil, até o final do campeonato estadual.

## Títulos
Vasco-SE
- Campeonato Sergipano - Série A2: 1992

Vitória de Guimarães
- Troféu Memorial Quinocho: 1997

Atlético-PR
- Campeonato Brasileiro: 2001

Bahia
- Taça Estado da Bahia: 2002

Sport
- Campeonato Pernambucano: 2006

Ceará
- Campeonato Cearense: 2011

Confiança
- Campeonato Sergipano: 2014

## Prêmios individuais
- Artilheiro do Campeonato Pernambucano de 2008: (13 gols)[7]